# 이스파한주
이스파한주(페르시아어: استان اصفهان)는 이란의 한 주이다. 주도는 이스파한이다.

## 지명
이스파한주의 이름은 이란의 도시 이스파한과 같다.

## 민족
이 곳에는 대부분 페르시아인이 산다.
| 연도        | 인구      | ±%     |
| ----------- | --------- | ------ |
| 1966        | 1,703,701 | —      |
| 1986        | 3,294,916 | +93.4% |
| 2006        | 4,559,256 | +38.4% |
| 2011        | 4,879,312 | +7.0%  |
| 2016        | 5,120,850 | +5.0%  |
| amar.org.ir |           |        |

## 주요 도시
카샨, 나인 등이 대표적이다.

## 같이 보기
- 이란의 역사